# Pepo Santos
Pepo Santos (Caldas da Rainha, 24 de marzo de 1994) es un futbolista portugués, nacionalizado mozambiqueño, que juega en la demarcación de centrocampista para el Caldas SC de la Terceira Liga.

## Selección nacional
Tras jugar en las categorías inferiores de la selección, finalmente hizo su debut con la selección de fútbol de Mozambique el 10 de junio de 2024 en un encuentro de clasificación para la Copa Mundial de Fútbol de 2026 contra Guinea que finalizó con un resultado de 0-1 a favor del combinado mozambiqueño tras el gol de Geny Catamo.

## Clubes
| Club                 | País     | Año       | Partidos | Goles |
| -------------------- | -------- | --------- | -------- | ----- |
| UD Leiria            | Portugal | 2013-2014 | 15       | 1     |
| SCU Torreense        | Portugal | 2014-2015 | 30       | 4     |
| SC Vianense          | Portugal | 2015      | 8        | 1     |
| SCU Torreense        | Portugal | 2015-2016 | 21       | 0     |
| UD Leiria            | Portugal | 2016-2018 | 58       | 9     |
| Leixões SC           | Portugal | 2018      | 0        | 0     |
| UD Leiria (cedido)   | Portugal | 2018-2019 | 31       | 7     |
| UD Vilafranquense    | Portugal | 2019-2020 | 22       | 1     |
| CD Cova da Piedade   | Portugal | 2020-2021 | 28       | 1     |
| FC Alverca           | Portugal | 2021-2022 | 3        | 0     |
| Académica de Coimbra | Portugal | 2022-2023 | 16       | 0     |
| Caldas SC            | Portugal | 2023-     | 31       | 3     |